# Лаусма, Джек Роберт
Джек Ро́берт Ла́усма (англ. Jack Robert Lousma; род. 29 февраля 1936) — политик и бывший астронавт НАСА. Совершил два космических полёта — в качестве пилота на космическом корабле «Скайлэб-3» и в качестве командира шаттла «Колумбия» (STS-3), совершил два выхода в открытый космос. Полковник Корпуса морской пехоты, в отставке с 1983 года. В 1984 году избирался в Сенат США от республиканской партии.

## Рождение и образование

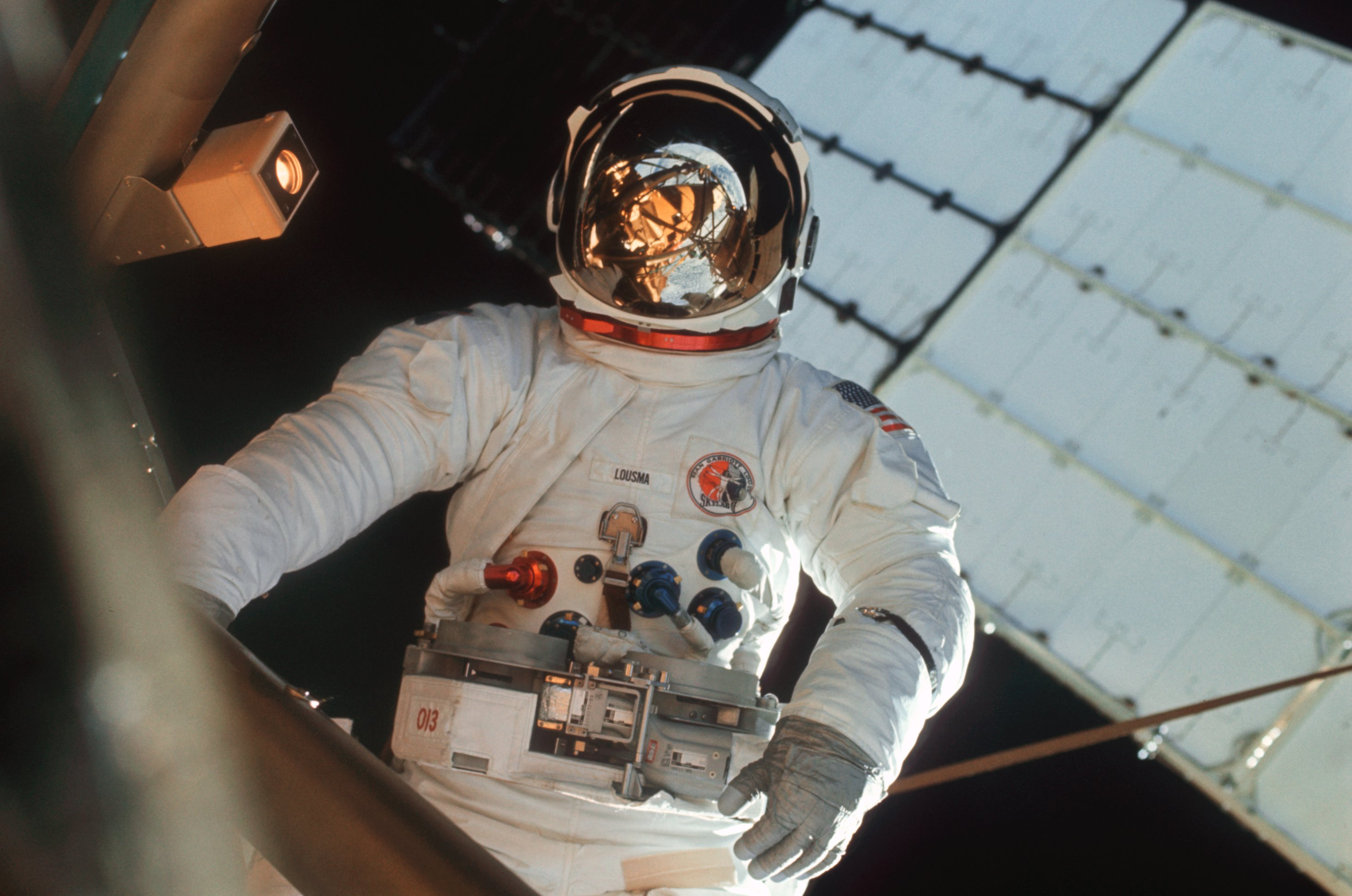
Скайлэб: астронавт Джек Лаусма в открытом космосе.

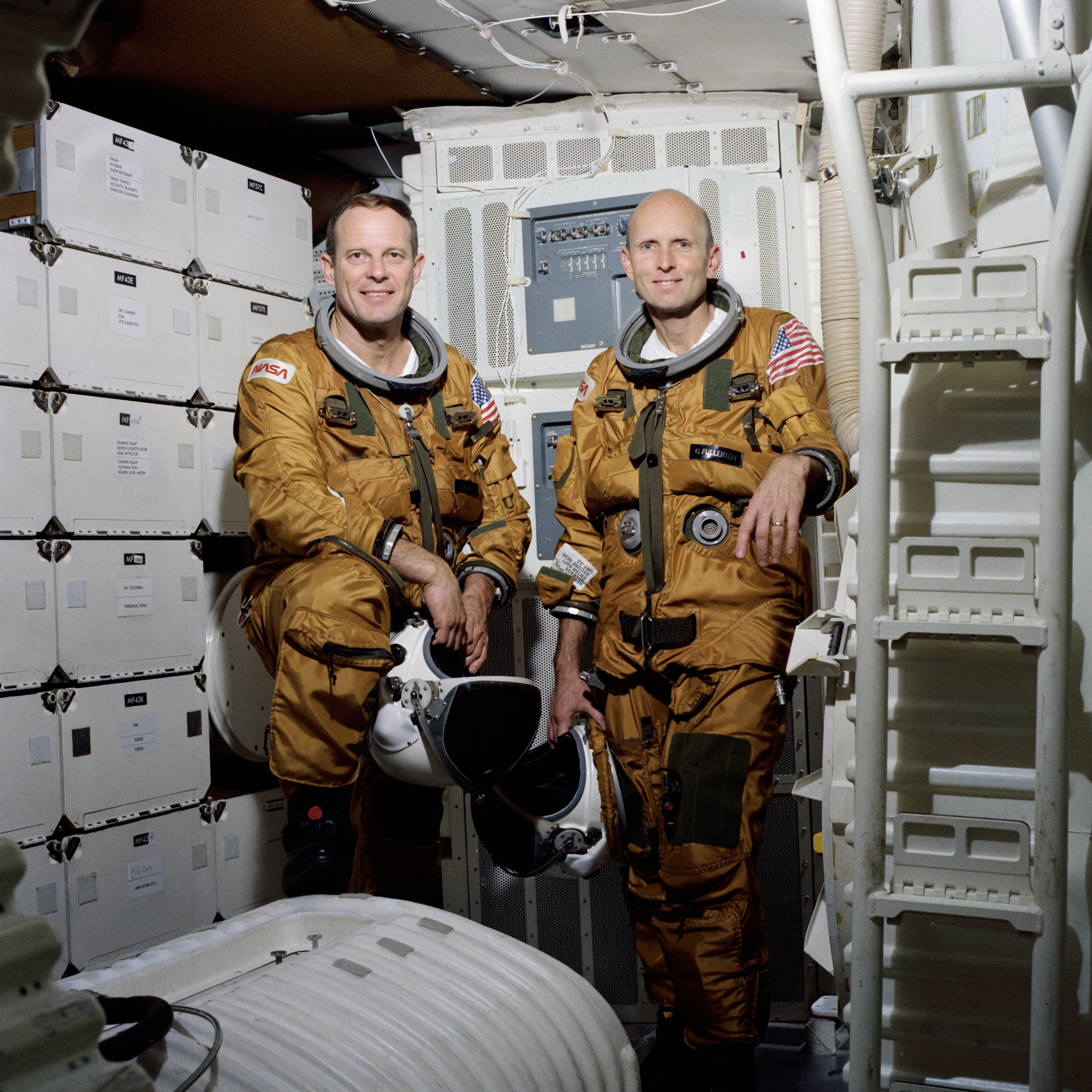
Джек Лаусма(слева) и Фуллертон перед полетом на STS-3.

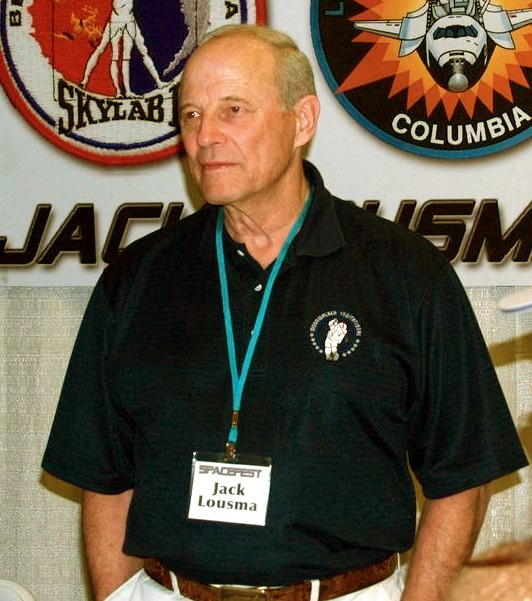
Джек Лаусма, февраль 2009 года.

Родился 29 февраля 1936 года в городе Гранд-Рапидс, штат Мичиган. Окончил среднюю школу в городе Анн-Арборе, в том же штате. В 1959 году окончил Мичиганский университет и получил степень бакалавра по авиационной технике. В 1965 году в Высшей школе ВВС США получил степень магистра наук по авиационной технике.

## Военная карьера
Стал офицером Корпуса морской пехоты (КМП) США в 1959 году. Прошёл лётную подготовку в учебном командовании авиации ВМС и в 1960 году получил квалификацию военного лётчика. Получил назначение строевым лётчиком в 224-ю штурмовую эскадрилью 2-го авиакрыла КМП. Затем в составе той же эскадрильи служил в 1-м авиакрыле КМП на базе Ивакуни в Японии.
К моменту зачисления в отряд астронавтов служил пилотом фоторазведывательного самолета в составе 2-й эскадрильи радиоэлектронного подавления 2-го авиакрыла КМП. Лаусма имеет более 7000 часов налёта — включая 700 часов на самолётах общегражданской авиации, 4500 часов на реактивных самолётах, и 240 часов на вертолётах. Получил звание капитана КМП в 1966 году, звание полковник КМП в 1983 году. Ушёл в отставку в 1983 году.

## Космическая подготовка
В апреле 1966 года был зачислен в 5-й набор астронавтов НАСА. После прохождения подготовки получил назначение в Отдел астронавтов НАСА. Входил в экипажи поддержки кораблей Аполлон-9 (заменил в нём Фреда Хейза), Аполлон-10 и Аполлон-13. Во время полёта аварийного полета корабля Аполлон-13 работал оператором связи с экипажем (CapCom) в центре управления. В начале 70-х годов рассматривался в качестве пилота лунного модуля основного экипажа корабля Аполлон-20. Так как программа полётов на Луну была сокращена, официально экипаж так и не был назначен. В январе 1972 года был включён в состав основного экипажа второй экспедиции на орбитальную станцию Скайлэб (программа SL-3) в качестве пилота.

## Космические полёты
- Первый полёт Скайлэб-3[3], с 28 июля по 25 сентября 1973 года в качестве пилота второй экспедиции на станцию Скайлэб. Во время полёта выполнил два выхода в открытый космос: 06.08.1973 — продолжительностью 6 часов 31 минуту; 24.08.1973 — продолжительностью 4 час 31 минуту. Продолжительность полёта составила 59 дней 11 часов 9 минут[4].

Прошёл подготовку в качестве командира корабля шаттла.
- Второй полёт — STS-3[5], шаттл «Колумбия». Стартовал в космос 22 марта, приземление — 30 марта 1982 года в качестве командира экипажа. Продолжительность полёта составила 8 суток 00 часов 06 минут[6].

Продолжительность работ в открытом космосе — 11 часов 2 минуты. Продолжительность полётов — 67 суток 11 часов 15 минут. Ушёл из отряда астронавтов в 1983 году.
Лаусма также входил в экипаж дублёров, как пилот модуля космического корабля Соединённых Штатов для миссии Аполлон (ЭПАС), которая была успешно проведена в июле 1975 года.

## ПослеНАСА
Работает в компаниях, занимающихся широким спектром сложных современных технологий: от проектирования новых самолётов авиации общего назначения до создания сенсоров нейтронных пучков для медицинского диагностического оборудования. В 1985 года был одним из основателей корпорации «CAMUS, Inc.» в Хантсвилле. Был председателем совета директоров и вице-президентом по маркетингу и продажам корпорации «Aerosport, Inc» в Анн-Арборе. Является также президентом корпорации «Diamond General Development Corporation» в Анн-Арборе.

## Награды
Имеет награды — Медаль «За выдающуюся службу» (НАСА) (1973, 1982), медаль НАСА «За космический полёт» (1973, 1982), Медаль «За выдающуюся службу» (ВМС США) (1974), Диплом В. М. Комарова Международной авиационной федерации (1973), Медаль Министерства обороны «За выдающуюся службу» (США) (1982), премия Национальной ассоциации студенческого спорта (1983).

## Семья
Жена — Грети Кай Шмельцер (с 1956 года), у них четверо детей: Тимоти Дж. (род. 23.12.1963), Метью О. (род. 14.07.1966), Мэри Т.(род. 22.09.1968) и Джозеф Л. (род. 14.09.1980), 9 внуков и один правнук. Увлечения — охота, рыбалка и гольф.